# Calamaria
A Calamaria a hüllők (Reptilia) osztályának pikkelyes hüllők (Squamata) rendjébe, ezen belül a siklófélék (Colubridae) családjába tartozó nem.

## Rendszerezés
A nembe az alábbi 61 faj tartozik:
- Calamaria abramovi Orlov, 2009
- Calamaria abstrusa Inger & Marx, 1965
- Calamaria acutirostris Boulenger, 1896
- Calamaria albiventer (Gray, 1835)
- Calamaria alidae Boulenger, 1920
- Calamaria apraeocularis M. A. Smith, 1927
- Calamaria banggaiensis Koch, Arida, McGuire, Iskandar & Böhme, 2009
- Calamaria battersbyi Inger & Marx, 1965
- Calamaria bicolor A. M. C. Duméril, Bibron & A. H. A. Duméril, 1854
- Calamaria bitorques Peters, 1872
- Calamaria boesemani Inger & Marx, 1965
- Calamaria borneensis Bleeker, 1860
- Calamaria brongersmai Inger & Marx, 1965
- Calamaria buchi Marx & Inger, 1955
- Calamaria butonensis Howard & Gillespie, 2007
- Calamaria ceramensis de Rooij, 1913
- Calamaria concolor Orlov, T. Q. Nguyen, T. T. Nguyen, Ananjeva & Cuc Thu Ho, 2010
- Calamaria crassa Lidth de Jeude, 1922
- Calamaria curta Boulenger, 1896
- Calamaria doederleini Gough, 1902
- Calamaria eiselti Inger & Marx, 1965
- Calamaria everetti Boulenger, 1893
- Calamaria forcarti Inger & Marx, 1965
- Calamaria gervaisii A. M. C. Duméril, Bibron & A. H. A. Duméril, 1854
- Calamaria gialaiensis Ziegler, Nguyen Van Sang & T. Q. Nguyen, 2009
- Calamaria grabowskyi Fischer, 1885
- Calamaria gracillima (Günther, 1872)
- Calamaria griswoldi Loveridge, 1938
- Calamaria hilleniusi Inger & Marx, 1965
- Calamaria ingeri Grismer, Kaiser & Yaakob, 2004
- Calamaria javanica Boulenger, 1891
- Calamaria joloensis Taylor, 1922
- Calamaria lateralis Mocquard, 1890
- Calamaria lautensis de Rooij, 1917
- Calamaria leucogaster Bleeker, 1860
- Calamaria linnaei H. Boie in F. Boie, 1827
- Calamaria longirostris Howard & Gillespie, 2007
- Calamaria lovii Boulenger, 1887
- Calamaria lumbricoidea H. Boie in F. Boie, 1827
- Calamaria lumholtzi Andersson, 1923
- Calamaria margaritophora Bleeker, 1860
- Calamaria mecheli Schenkel, 1901
- Calamaria melanota Jan, 1862
- Calamaria modesta A. M. C. Duméril, Bibron & A. H. A. Duméril, 1854
- Calamaria muelleri Boulenger, 1896
- Calamaria nuchalis Boulenger, 1896
- Calamaria palawanensis Inger & Marx, 1965
- Calamaria pavimentata A. M. C. Duméril, Bibron & A. H. A. Duméril, 1854
- Calamaria pfefferi Stejneger, 1901
- Calamaria prakkei Lidth de Jeude, 1893
- Calamaria rebentischi Bleeker, 1860
- Calamaria sangi T. Q. Nguyen, Koch & Ziegler, 2009
- Calamaria schlegeli A. M. C. Duméril, Bibron & A. H. A. Duméril, 1854
- Calamaria schmidti Marx & Inger, 1955
- Calamaria septentrionalis Boulenger, 1890
- Calamaria suluensis Taylor, 1922
- Calamaria sumatrana Edeling, 1870
- Calamaria thanhi Ziegler & Quyet, 2005
- Calamaria ulmeri Sackett, 1940
- Calamaria virgulata H. Boie in F. Boie, 1827
- Calamaria yunnanensis Chernov, 1962